# Cathrine Roll-Matthiesen
Cathrine Roll-Matthiesen (* 23. September 1967 in Porsgrunn, Norwegen, geborene Cathrine Svendsen) ist eine ehemalige norwegische Handballspielerin, die für die norwegische Nationalmannschaft auflief.

## Karriere
Roll-Matthiesen spielte während ihrer Vereinskarriere für die Vereine Porsgrunn HK, IF Borg, IL Vestar, Lunner IL, Boullargues und Larvik HK. Mit IL Vestar gewann die Rückraumspielerin im Jahr 1989 die Serienmeisterschaft sowie mit Larvik HK im Jahr 1996 die Norgesmesterskap, den norwegischen Pokalwettbewerb. Nachdem Roll-Matthiesen im Jahr 1996 ihr letztes Spiel für Larvik bestritten hatte, widmete sie sich ihrer Familienplanung. Im Jahr 1998 gab sie ein kurzes Comeback bei Tertnes IL. Später spielte sie beim unterklassigen Verein Tjølling IF.
Roll-Matthiesen gab am 6. November 1985 ihr Länderspieldebüt für die norwegische Nationalmannschaft. Mit der norwegischen Auswahl gewann sie bei der Weltmeisterschaft 1986 die Bronzemedaille, bei den Olympischen Spielen 1988 die Silbermedaille, bei den Olympischen Spielen 1992 die Silbermedaille sowie bei der Weltmeisterschaft 1993 die Bronzemedaille. Roll-Matthiesen bestritt bis zum Jahr 1996 insgesamt 234 Länderspiele, in denen sie 921 Tore warf.
Roll-Matthiesen übte zwischen 2017 und 2019 das Amt als Vorstandsvorsitzende bei Larvik HK aus.